# Chorużowce
Chorużowce is een plaats in het Poolse district  Sokólski, woiwodschap Podlachië. De plaats maakt deel uit van de gemeente Nowy Dwór en telt 280 inwoners.